# Isochromodes lineata
Isochromodes lineata là một loài bướm đêm trong họ Geometridae.